# Tondo di san Giovanni Evangelista
Il tondo di San Giovanni Evangelista è uno stucco policromo di Donatello che decora uno dei quattro medaglioni al centro degli archi su ciascuna delle pareti della Sagrestia Vecchia nella basilica di San Lorenzo a Firenze. Misura 215 cm di diametro e risale al 1428-1443. Vari studiosi hanno proposto datazioni entro intervalli più brevi, ma non c'è accordo al riguardo. La data più probabile secondo confronti stilistici con altre opere dovrebbe comunque essere attorno al 1435.

## Storia
La Sagrestia di Brunelleschi, commissionata da Giovanni di Bicci de' Medici, venne realizzata tra il 1421 e il 1428. Un primo contatto con Donatello dovette risalire già al 1428, quando iniziò a fornire i primi rilievi, tra cui, forse, i tondi delle Storia di San Giovanni evangelista. Solo nel 1434, dopo la morte di Giovanni e il ritorno di Donatello da Roma, Cosimo de' Medici fece un nuovo contratto con Donatello, che lavorò a più riprese, vista anche la mole del lavoro. Si sa che alla partenza dello scultore per Padova gli stucchi e i bronzi commissionati erano tutti conclusi (1443): otto medaglioni monumentali, due lunette-soprapporte e due porte bronzee.
Brunelleschi non fu contento dei lavori di Donatello alla sua Sagrestia: essi andavano a intaccare quell'essenzialità decorativa di cui si faceva promotore, inoltre non aveva gradito che non fosse stato interpellato nemmeno per un parere: fu la fine dell'amicizia e della collaborazione tra i due geni del primo Rinascimento.

## Descrizione e stile
I quattro medaglioni degli Evangelisti si discostano da quelli delle Storie sia per il maggiore rilievo, sia per la prevalenza del bianco e dell'azzurro, con l'assenza del rosso, sia per l'impostazione con figure monumentali e isolate, invece delle figurette dei tondi sui pennacchi. Alcuni dettagli sono sottolineati da dorature.
Il San Giovanni Evangelista era il tondo del titolare della cappella (patrono del primo committente "Giovanni" di Bicci de' Medici), per cui si trova in posizione predominate sul lato della scarsella con l'altare. Anche questi rilievi contengono accorgimenti ottici per perfezionare la visione prospettica dal basso, dove si trova normalmente lo spettatore.
San Giovanni è rappresentato come un togato alla romana, seduto su uno scranno monumentale, decorato sulla base da girali e puttini. La sua figura è altamente espressiva appare come stanca, con la testa appoggiata su un braccio, mentre contempla alcuni passi delle Scritture. Sul blocco del leggio, che sembra un'ara antica decorata da festoni, sta il suo simbolo, l'aquila, appoggiata su un capitello che regge anche un libro chiuso. Inedita è la scelta di rappresentare i simboli degli evangelisti sugli scrittoi, come se si trattassero di piccole statue decorative.
In basso la scena è tagliata da un kyma lesbio, mentre l'archetto inferiore è occupato dalla testa e le ali di un angioletto.

## Altre immagini

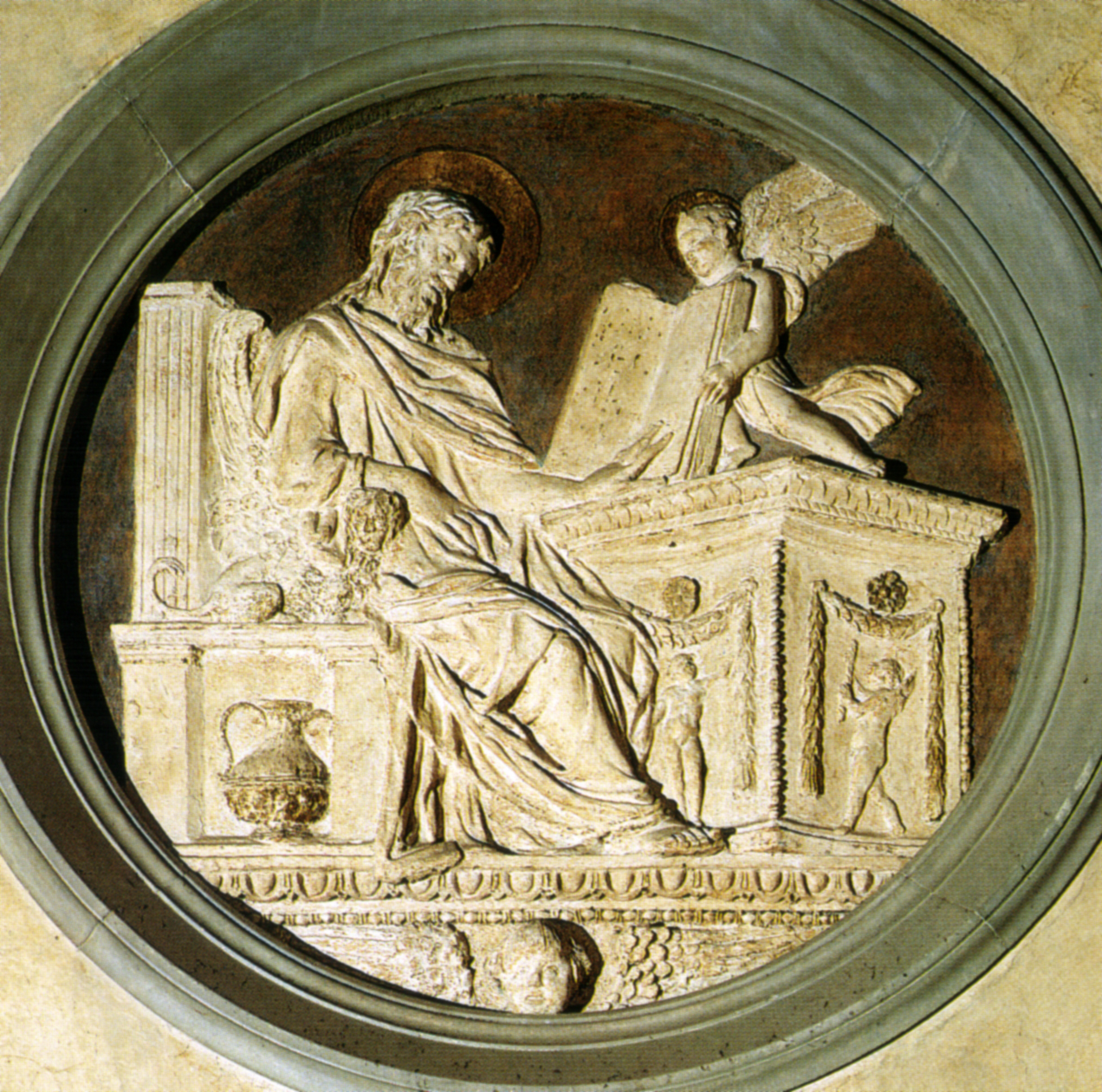
San Matteo
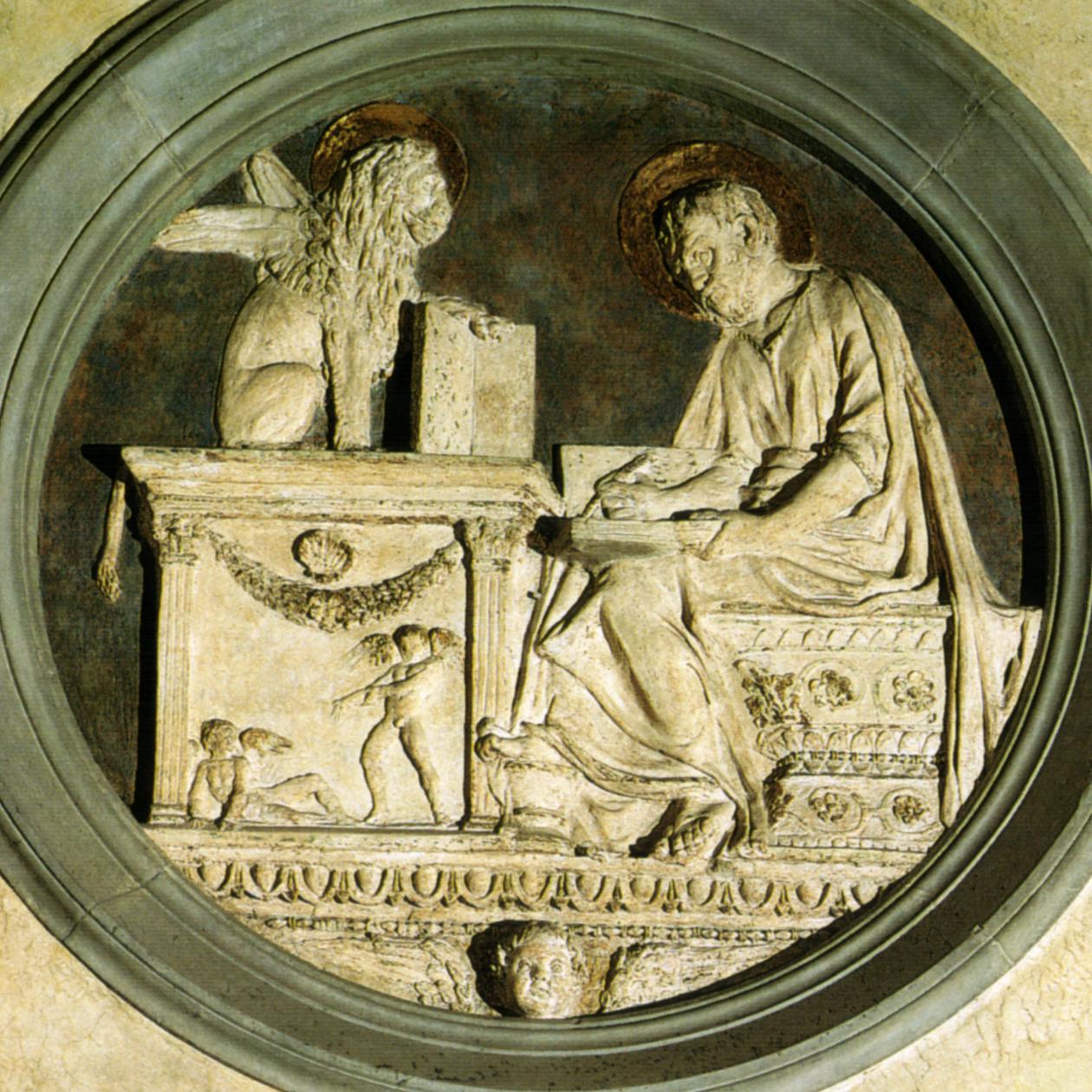
San Marco
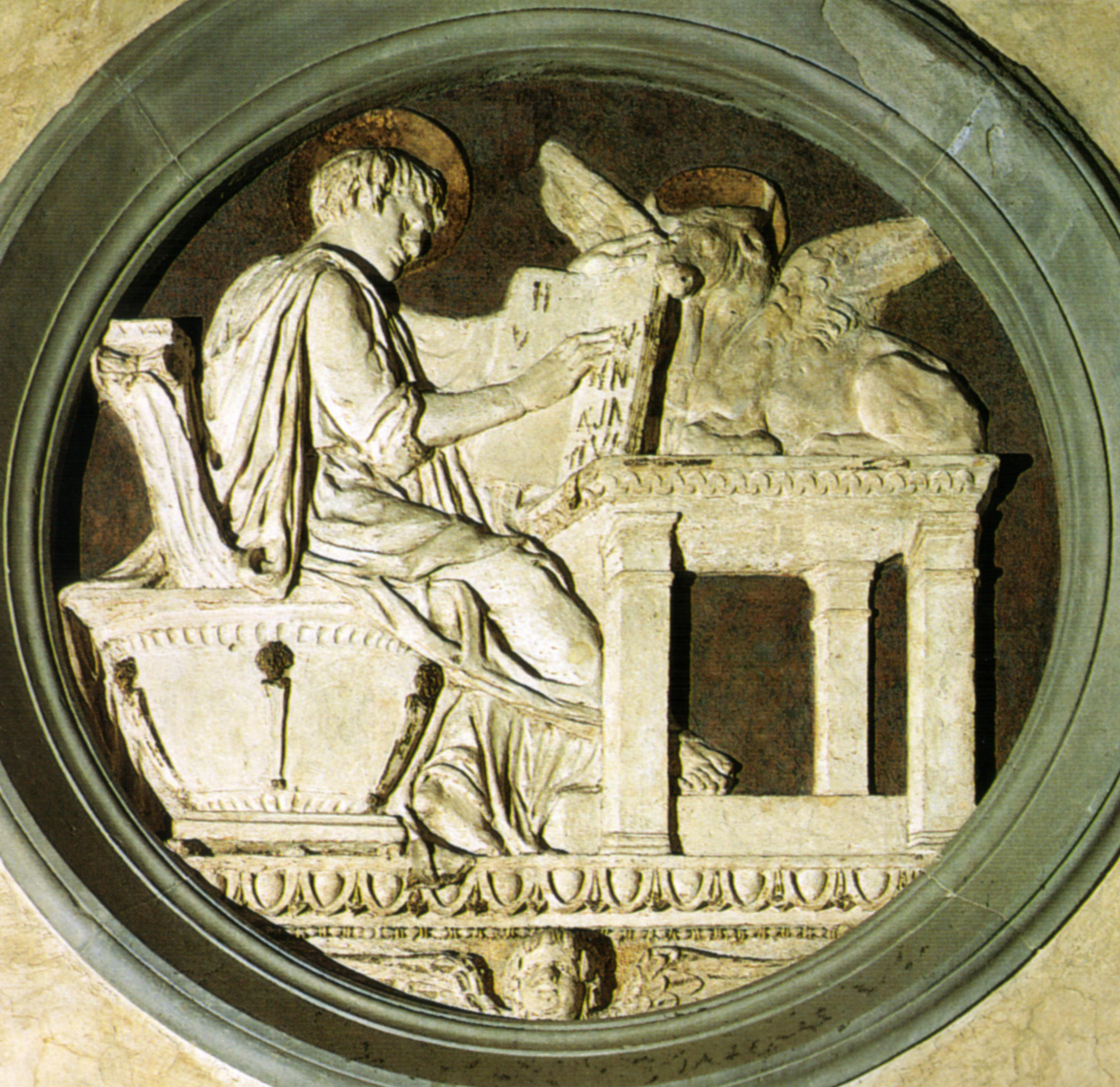
San Luca